# Канивец, Николай Александрович
Николай Александрович Канивец (4 мая 1982, Краснодар, СССР) — российский футболист, игрок в мини-футбол. Игрок клуба Норильский никель. Выступал за сборную России по мини-футболу.

## Биография
В 1999 году после окончания школы поступил в Вольский филиал военной академии тыла и транспорта — г. Вольск Саратовской области (бывшее Вольское высшее военное училище тыла). На тот момент мини-футбол получил хорошее развитие в училище и команда ВУЗа играла во второй лиге чемпионата России. Уже обучаясь на втором курсе училища, Канивец стал одним из лидеров команды и в сезоне 2000—2001 гг. был признан лучшим игроком лиги. Неоценимую помощь в раскрытии Николая как игрока в мини-футбол безусловно оказал тренер команды из Вольска Сергей Максимов.
После окончания училища Канивец продолжил карьеру в «Саратове», а в 2005 году перешёл в московский «Спартак». Через три года стал игроком другого столичного клуба — ЦСКА. Своей игрой обратил на себя внимание тренеров сборной России и в 2009 году был включён в состав национальной команды на «Кубок Финпромко», где принял участие в двух матчах и отметился голом в дебютной для себя игре против сборной Венгрии.
В сезоне 2008/09 за ЦСКА он забил 38 мячей, тем самым заняв в рейтинге бомбардиров Суперлиги пятое место.
На данный момент играет в Краснодарской любительской мини-футбольной лиге за команду BETО